# Ajax (Ontário)
Ajax é uma cidade localizada na província canadense de Ontário. Sua população é de 90 mil habitantes (segundo o censo canadense de 2001). A cidade foi fundada em 1941, e incorporada em 13 de dezembro de 1954. Faz parte da Municipalidade Regional de Durham, na região metropolitana de Toronto.